# Edwardsia capensis
Edwardsia capensis är en havsanemonart som beskrevs av Oscar Henrik Carlgren 1938. Edwardsia capensis ingår i släktet Edwardsia och familjen Edwardsiidae. Inga underarter finns listade i Catalogue of Life.